# Virgichneumon
Virgichneumon is een geslacht van insecten uit de orde vliesvleugeligen (Hymenoptera) en de familie Ichneumonidae.

## Soorten
- V. albilineatus (Gravenhorst, 1820)
- V. albomarginatus (Cresson, 1867)
- V. albosignatus (Gravenhorst, 1829)
- V. atricolor (Berthoumieu, 1910)
- V. callicerus (Gravenhorst, 1820)
- V. digrammus (Gravenhorst, 1820)
- V. distincticornis (Schmiedeknecht, 1928)
- V. dumeticola (Gravenhorst, 1829)
- V. extremator (Thunberg, 1822)
- V. faunus (Gravenhorst, 1829)
- V. inopinatus Heinrich, 1978
- V. judaicus (Pic, 1914)
- V. krapinensis (Schmiedeknecht, 1928)
- V. levicoxa (Berthoumieu, 1892)
- V. maculicauda (Perkins, 1953)
- V. monostagon (Gravenhorst, 1820)
- V. nivaliensis (Berthoumieu, 1903)
- V. seticornutus (Heinrich, 1971)
- V. spicicornis (Berthoumieu, 1906)
- V. subcyaneus (Cresson, 1864)
- V. tenuicornis (Heinrich, 1930)
- V. tenuipes (Berthoumieu, 1896)
- V. tergenus (Gravenhorst, 1820)
- V. texanus (Cresson, 1877)
- V. zebratus (Cresson, 1867)